# Dance Alone (песня Сии)
«Dance Alone» — песня австралийских певиц Сии и Кайли Миноуг. Песня вышла 7 февраля 2024 года и стала вторым синглом в поддержку десятого альбома Сии «Reasonable Woman».

## Релиз
В сентябре 2023 года Sia анонсировала свой десятый студийный альбом Reasonable Woman и выпустила его главный сингл «Gimme Love». В том же месяце Кайли Миноуг выпустила свой шестнадцатый студийный альбом «Tension», получивший признание критиков. Сиа и Миноуг ранее сотрудничали над двенадцатым студийным альбомом последней Kiss Me Once (2014), при этом Сиа была исполнительным продюсером альбома и соавтором двух песен. «Dance Alone» впервые была озвучена перед концертом в резиденции Миноуг в Лас-Вегасе в конце января 2024 года. Затем 1 февраля она была анонсирована в социальных сетях, и выпущена вместе с лирическим видео 7 февраля.

## Видеоклип
Музыкальное видео на песню «Dance Alone» было выпущено 15 марта 2024 года; режиссером клипа выступил Дано Черни. Описанное как «красочное» и «психоделическое» видео, в нем представлены Миноуг и квартет танцоров в черных и светлых париках.

## Чарты

### Еженедельные чарты
| Чарт (2024)                                | Высшая позиция |
| ------------------------------------------ | -------------- |
| Австралия Artist Singles (ARIA)            | 12             |
| Австралия Independent (AIR)                | 1              |
| Belarus Airplay (TopHit)                   | 22             |
| СНГ (TopHit)                               | 40             |
| Croatia (HRT)                              | 10             |
| Estonia Airplay (TopHit)                   | 13             |
| Japan Hot Overseas (Billboard Japan)       | 12             |
| Lebanon (Lebanese Top 20)                  | 15             |
| Netherlands (Tipparade)                    | 25             |
| New Zealand Hot Singles (RMNZ)             | 19             |
| Россия (TopHit)                            | 43             |
| South Korea BGM (Circle)                   | 129            |
| South Korea Download (Circle)              | 194            |
| Великобритания (OCC UK Singles)            | 60             |
| США (Billboard Hot Dance/Electronic Songs) | 8              |

### Ежемесячные чарты
| Чарт (2024)             | Высшая позиция |
| ----------------------- | -------------- |
| Russia Airplay (TopHit) | 49             |